# ワー・ワー山脈
ワー・ワー山脈 (ワーワーさんみゃく、英語: Wah Wah Mountains)は、アメリカ合衆国ユタ州中西部、ビーバー郡とミラード郡に南北にまたがる山脈。ベイスン・アンド・レンジの一部を成す。西はパイン峡谷、東はワー・ワー峡谷、南はエスカランテ砂漠にかこまれ、北側でコンフュージョン山脈に合流する。ユタ州道21号線が標高約6,500フィート (1,980 m)のワー・ワー峠を横切り、山脈を二分している。山脈の標高はふもとの6,000フィート (1,800 m)から9,393フィート (2,863 m)（南ワー・ワー）まで上がる。
「ワー・ワー」という名は、山脈の東斜面にあるワー・ワー泉に由来する。原義は「良い澄んだ水」であると伝えられている。
ワー・ワー山脈のほぼ全域を管理している土地管理局は、山脈の北部と中部に2つの自然研究区を設置している。

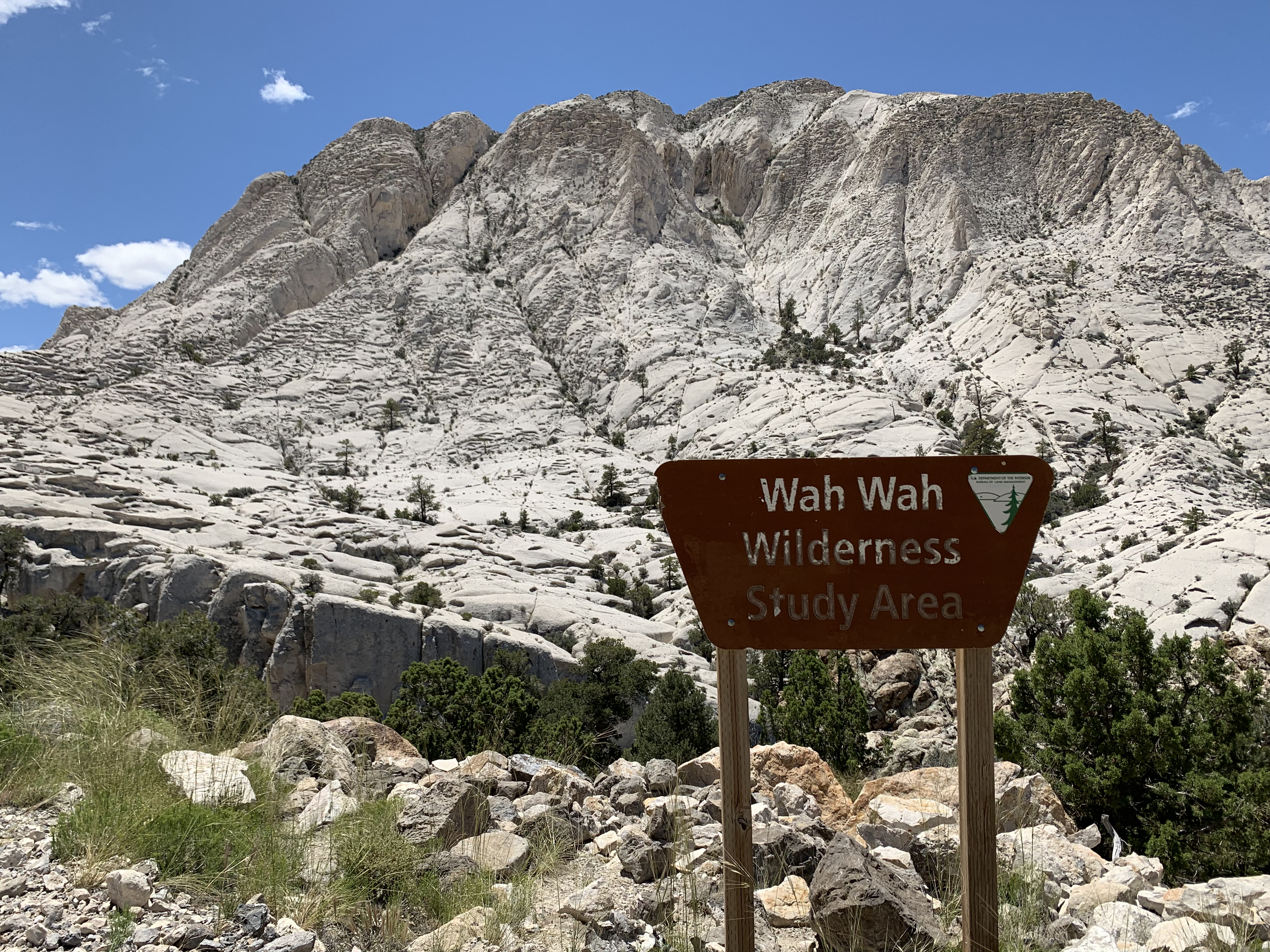
北ワー・ワー自然研究区。背景はクリスタル峰。

## 地質
ワー・ワー山脈では、新原生代から古生代の堆積岩 (石灰岩、苦灰岩、頁岩、砂岩が変成した珪岩)の上に、東側斜面では第三紀の火山岩 (玄武岩、安山岩、デイサイト、流紋岩、凝灰岩)がかぶさっている。山脈の南の端には、連続した衝上断層が堆積岩層に見られる。希少なレッドベリル（赤エメラルド）が商業採掘されている産地として有名である。おそらく、ワー・ワー山脈で最も有名な地質的特徴は、山脈の北側、コンフュージョン山脈との間の峠に近いクリスタル峰である。この峰は古第三紀に形成された流紋岩や凝灰岩が風化した残部で、豊富な二重終端水晶が見つかる。ワー・ワー山脈は3000万年前に破局噴火が発生した地で、その際に5,900立方キロメートル以上の噴出物が排出された。さらなる山脈の地質学的特性については、ヒンツェ・デイヴィス地図に詳しい。

## 大衆文化
- スコット・シグラーのSF小説EarthCoreでは、ワー・ワー山脈が取り上げられている。